# Ty Lawson
Tywon Ronell Lawson, detto Ty (Clinton, 3 novembre 1987), è un cestista statunitense, di ruolo playmaker.

## Carriera

### High school
Ha frequentato prima la McNamara High School di Forestville, Maryland poi si è diplomato alla Oak Hill Academy, in Virginia. Durante l'anno da senior ha avuto una media di 23,8 punti, 9,1 assist e cinque palle rubate.

### College
Dal 2006 giocò per l'università della Carolina del Nord la stessa che ha portato nella NBA Michael Jordan, Bob McAdoo, James Worthy, Vince Carter e Rasheed Wallace; nelle 38 partite giocate il primo anno registra 5,6 assist e 10,2 punti a partita guidando la sua squadra al quarto posto del campionato e vincendo il torneo ACC. Durante il secondo anno registra 12,7 punti e 5,3 assist a partita, anche se salterà gran parte della stagione a causa di una distorsione alla caviglia. Nonostante questo infortunio, ha potuto aiutare la sua università a confermarsi campione ACC, guadagnandosi un posto per le Final Four NCAA.
Il 6 giugno 2008 venne accusato di guida in stato di ebbrezza da un poliziotto che lo aveva fermato a causa della musica troppo alta del suo veicolo. Prosciolto dall'accusa di ubriachezza gli venne però sospesa la patente a causa della legge statale che prevede il divieto ai minori di 21 anni di assumere alcolici; tornando al basket in un primo momento Lawson aveva pensato di dichiararsi eleggibile per il draft NBA 2008, rinunciando un giorno prima dell'evento decidendo di rimanere ancora per un ultimo anno insieme a Wayne Ellington, Danny Green e Tyler Hansbrough.
Nel 2009 fu nominato ACC Player of the Year, la prima volta per un playmaker dal 1978, quando lo vinse Phil Ford, anch'egli della stessa università. Inoltre ha vinto il premio Bob Cousy. Durante la finale del campionato NCAA ha stabilito un record, recuperando 8 palloni contro Michigan State, portando la sua squadra alla vittoria del titolo nazionale.

### NBA
Il 23 aprile 2009 si è dichiarato eleggibile per il Draft NBA 2009.
Nella partita Minnesota Timberwolves-Denver Nuggets del 9 aprile 2011, stabilì il record di triple segnate consecutivamente da un giocatore, segnandone 10 e concludendo la partita con 10/11 complessivo dall'arco (37 i punti finali), conducendo i Nuggets alla vittoria. Nell'estate 2015 Lawson venne preso via trade dagli Houston Rockets, abbandonando così la squadra del Colorado dopo 6 anni. Lawson però, non riuscì a integrarsi nei Rockets e allora il 1º marzo 2015 decise di abbandonare la franchigia texana (venendo tagliato), per andare a giocare per gli Indiana Pacers.
Il 30 agosto 2016 passa ai Sacramento Kings, con un contratto annuale.

## Statistiche

### College
| Anno       | Squadra             | PG  | PT | MP   | TC%  | 3P%  | TL%  | RP  | AP  | PRP | SP  | PP   |
| ---------- | ------------------- | --- | -- | ---- | ---- | ---- | ---- | --- | --- | --- | --- | ---- |
| 2006-2007  | N. Carol. Tar Heels | 38  | 31 | 25,7 | 50,0 | 35,6 | 68,8 | 2,9 | 5,6 | 1,5 | 0,1 | 10,2 |
| 2007-2008  | N. Carol. Tar Heels | 32  | 29 | 25,3 | 51,5 | 36,1 | 83,5 | 2,7 | 5,2 | 1,6 | 0,0 | 12,7 |
| 2008-2009† | N. Carol. Tar Heels | 35  | 35 | 29,9 | 53,2 | 47,2 | 79,8 | 3,0 | 6,6 | 2,1 | 0,1 | 16,6 |
| Carriera   | Carriera            | 105 | 95 | 27,0 | 51,7 | 40,3 | 78,0 | 2,9 | 5,8 | 1,8 | 0,1 | 13,1 |

### NBA

#### Regular Season
| Anno      | Squadra          | PG  | PT  | MP   | TC%  | 3P%  | TL%  | RP  | AP  | PRP | SP  | PP   |
| --------- | ---------------- | --- | --- | ---- | ---- | ---- | ---- | --- | --- | --- | --- | ---- |
| 2009-2010 | Denver Nuggets   | 65  | 8   | 20,3 | 51,5 | 41,0 | 75,7 | 1,9 | 3,1 | 0,7 | 0,0 | 8,3  |
| 2010-2011 | Denver Nuggets   | 80  | 31  | 26,3 | 50,3 | 40,4 | 76,4 | 2,6 | 4,7 | 1,0 | 0,1 | 11,7 |
| 2011-2012 | Denver Nuggets   | 61  | 61  | 34,8 | 48,8 | 36,5 | 82,4 | 3,7 | 6,6 | 1,3 | 0,1 | 16,4 |
| 2012-2013 | Denver Nuggets   | 73  | 71  | 34,4 | 46,1 | 36,6 | 75,6 | 2,7 | 6,9 | 1,5 | 0,1 | 16,7 |
| 2013-2014 | Denver Nuggets   | 62  | 61  | 35,9 | 43,1 | 35,6 | 79,8 | 3,5 | 8,8 | 1,6 | 0,2 | 17,6 |
| 2014-2015 | Denver Nuggets   | 75  | 75  | 35,5 | 43,6 | 34,1 | 73,0 | 3,1 | 9,6 | 1,2 | 0,1 | 15,2 |
| 2015-2016 | Houston Rockets  | 53  | 12  | 22,2 | 38,7 | 33,0 | 70,0 | 1,7 | 3,4 | 0,8 | 0,1 | 5,8  |
| 2015-2016 | Indiana Pacers   | 13  | 1   | 18,1 | 41,8 | 35,7 | 50,0 | 2,4 | 4,4 | 0,8 | 0,1 | 4,9  |
| 2016-2017 | Sacramento Kings | 69  | 24  | 25,1 | 45,4 | 28,8 | 79,7 | 2,6 | 4,8 | 1,1 | 0,1 | 9,9  |
| Carriera  | Carriera         | 551 | 344 | 29,2 | 46,0 | 35,9 | 77,0 | 2,7 | 6,0 | 1,2 | 0,1 | 12,7 |

#### Play-off
| Anno     | Squadra        | PG | PT | MP   | TC%  | 3P%  | TL%  | RP  | AP  | PRP | SP  | PP   |
| -------- | -------------- | -- | -- | ---- | ---- | ---- | ---- | --- | --- | --- | --- | ---- |
| 2010     | Denver Nuggets | 6  | 0  | 19,7 | 42,9 | 40,0 | 68,4 | 1,3 | 2,7 | 1,0 | 0,0 | 7,8  |
| 2011     | Denver Nuggets | 5  | 5  | 33,4 | 50,0 | 45,5 | 91,3 | 3,4 | 3,8 | 1,0 | 0,2 | 15,6 |
| 2012     | Denver Nuggets | 7  | 7  | 34,6 | 51,4 | 32,1 | 63,2 | 2,6 | 6,0 | 1,0 | 0,1 | 19,0 |
| 2013     | Denver Nuggets | 6  | 6  | 39,3 | 44,0 | 19,0 | 84,8 | 3,3 | 8,0 | 1,7 | 0,0 | 21,3 |
| 2016     | Indiana Pacers | 7  | 0  | 10,6 | 33,3 | 0,0  | 66,7 | 1,0 | 1,4 | 0,4 | 0,0 | 2,3  |
| 2018     | Wash. Wizards  | 5  | 0  | 19,2 | 34,6 | 62,5 | 0,0  | 2,6 | 3,0 | 0,6 | 0,0 | 5,8  |
| Carriera | Carriera       | 36 | 18 | 25,9 | 45,8 | 33,3 | 79,2 | 2,3 | 4,2 | 0,9 | 0,1 | 12   |

## Palmarès
- McDonald's All-American Game (2006)
- Campione NCAA (2009)
- NCAA AP All-America Second Team (2009)
- Bob Cousy Award (2009)